# بيتر مارتن (لاعب كرة قدم)
بيتر مارتن (بالإنجليزية: Peter Martin)‏ (29 ديسمبر 1950 في المملكة المتحدة - ) هو لاعب كرة قدم بريطاني في مركز جناح ‏. لعب مع نادي بارنسلي ونادي ميدلزبره وBedford Town F.C. ‏ ونادي تشيلمسفورد ونادي كامبريدج ستي ودارلينجتون إف سى.